# Bettye Washington Greene
Pour les articles homonymes, voir Greene.
Bettye Washington Greene (20 mars 1935 - 16 juin 1995) est une chimiste industrielle américaine. Elle est la première femme afro-américaine titulaire d'un doctorat en chimie à occuper un poste professionnel au sein de Dow Chemical. Chez Dow, elle mène des recherches sur les latex. Greene est considérée comme une pionnière afro-américaine de la science.

## Enfance et éducation
Bettye Washington est née à Fort Worth, au Texas. Elle fréquente des écoles publiques ségréguées et étudie au I.M. Terrell High School, un lycée noir de Fort Worth vers 1952.
Elle entre à l'université Tuskegee, une université noire située en Alabama, où elle obtient un bachelor of science en chimie en 1955. Après son mariage la même année avec le capitaine William Miller Bettye Greene, vétéran de l'armée de l'air, elle s'inscrit à l'université d'État de Wayne de Détroit, où elle obtient son doctorat en chimie physique, travaillant notamment avec Wilfred Heller. Elle enseigne également la chimie à cette époque. Sa thèse de doctorat publiée en 1965, porte sur la détermination des tailles de particules dans les émulsions, par des méthodes de diffusion de lumière.
Elle est élue à Sigma Xi, une société honorifique, à l'obtention de son doctorat.

## Carrière

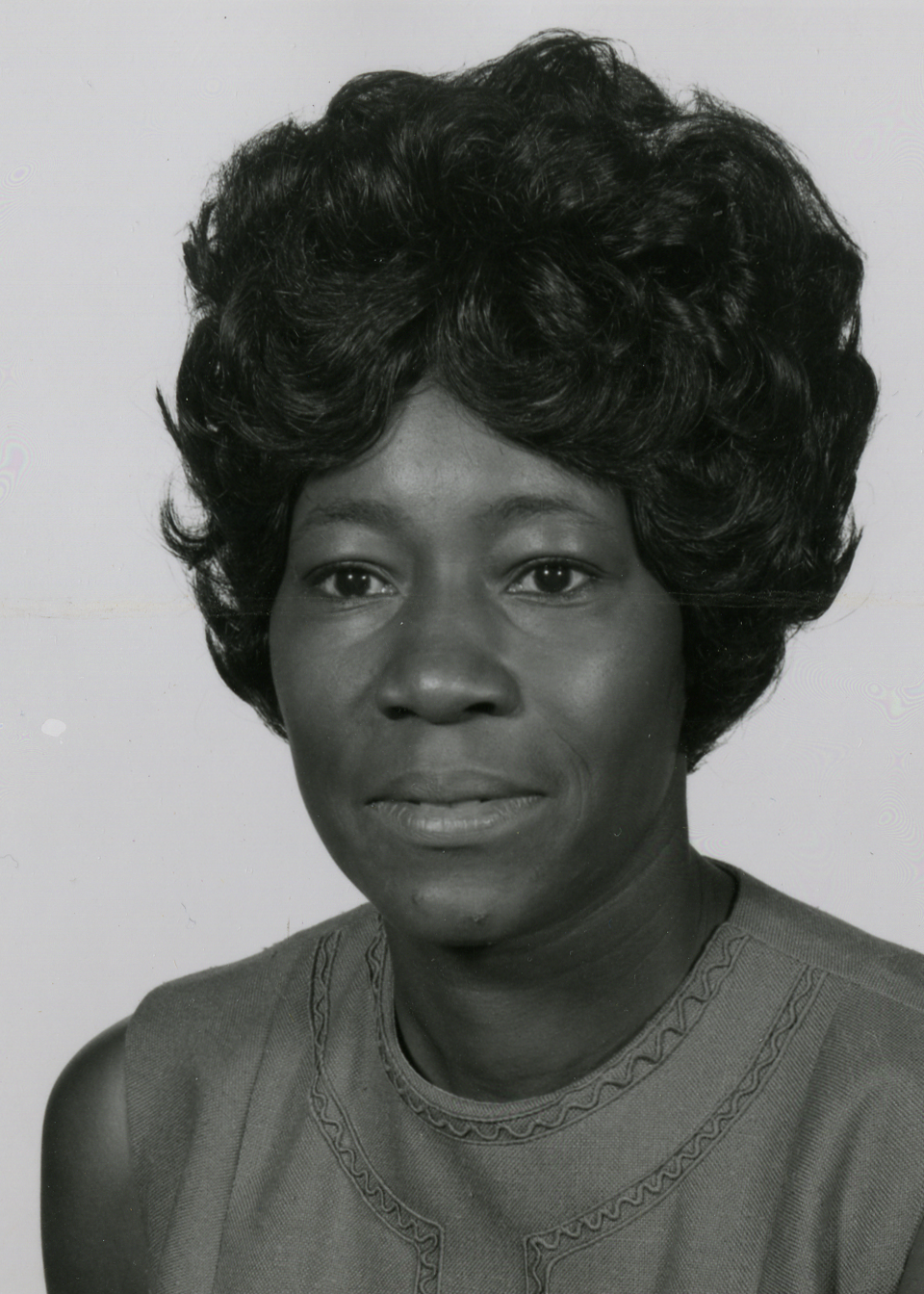
Greene en 1970

En 1965, Bettye Greene rejoint le laboratoire de recherche E. C. Britton de Dow Chemical à Midland, dans le Michigan. Elle est la première femme afro-américaine à rejoindre l'entreprise à un poste professionnel. Greene est consultante sur les questions relatives aux polymères au sein du laboratoire de recherche dédié au Saran, un polychlorure de vinylidène, et la branche latex de styrène-butadiène (SB) de l'entreprise fait souvent appel à son expertise. Chez Dow, elle mène des recherches sur la chimie des colloïdes et du latex, notamment sur les interactions entre le latex et le papier.
En 1970, Bettye Greene est promue chercheuse senior chez Dow Chemical. En 1973, elle y rejoint la Division de recherche sur les polymères, travaillant à l'amélioration de latex. Elle a ensuite été promue au poste de spécialiste de recherche senior en 1975. Elle continue à travailler pour Dow Chemical jusqu'à sa retraite en 1990,,. Elle publie plusieurs articles étudiant les différentes propriétés qui contribuent à la redispersion de latex. Elle a également publié des travaux étudiant les méthodologies permettant de déterminer la tension superficielle des liquides ou des solutions.
Bettye Greene a déposé plusieurs brevets au cours de sa carrière chez Dow. En 1985, elle obtient un brevet décrivant la préparation d'un revêtement de papier content un latex modifié par des groupements phosphorés. En 1986, elle obtient un autre brevet sur le même type de latex et d'application, mais sous forme de composite. En 1990, Greene obtient un brevet sur une formulation d'adhésif sensible à la pression, à base de latex préparés par polymérisation en émulsion.
Après des décennies de contribution à la science des polymères, elle décède à Midland le 16 juin 1995.

## Philanthropie
Bettye Greene est membre fondatrice du chapitre de la sororité Delta Sigma Theta de Midland, une sororité d'envergure nationale à visée sociale, qui met l'accent sur le travail avec les femmes afro-américaines. Le chapitre de Midland reçoit sa charte en 1984,.